# Paola Concia
Anna Paola Concia (ur. 4 lipca 1963 w Avezzano) – włoska polityk, parlamentarzystka, działaczka na rzecz LGBT.

## Życiorys
Kształciła się w instytucie wychowania fizycznego w L’Aquili. Pracowała jako nauczycielka wychowania fizycznego i instruktorka tenisa. Działalność polityczną rozpoczynała w ramach Włoskiej Partii Komunistycznej. Na początku lat 90. przeprowadziła się do Rzymu, w tym też czasie rozwiodła się ze swoim mężem. Była doradczynią minister ds. uprawnienia Anny Finocchiaro i minister kultury Giovanny Melandri. Działała w tym czasie w Demokratach Lewicy. Po przegranych przez lewicę wyborach w 2001 powróciła do pracy zawodowej.
W 2002 publicznie ujawniła, że jest lesbijką. Zaangażowała się w działalność na rzecz LGBT, weszła w skład kierownictwa organizacji Gayleft związanej ze swoją partią.
Z Demokratami Lewicy w 2007 przystąpiła do nowo powołanej Partii Demokratycznej. Została rzeczniczką tej partii ds. mniejszości seksualnych. W przedterminowych w wyborach w 2008 z ramienia PD uzyskała mandat posłanki do Izby Deputowanych XVI kadencji. Stała się pierwszą kobietą wybraną do włoskiego parlamentu otwarcie deklarującą orientację homoseksualną. W 2013 nie uzyskała reelekcji.